# داود قیصری
شرف الدین داود بن محمود ساوی قیصری یکی از پیروان و شارحان مشهور مکتب ابن عربی در سده هشتم هجری است. او را رومی الاصل دانسته‌اند. بخش عمده زندگانی و دوران تحصیل وی در کاشان و تحت تربیت عبدالرزاق کاشانی سپری شد. قیصری نزد عبدالرزاق شرح فصوص، تاویلات القرآن و اصطلاحات الصوفیه را خواند. رابطه شاگردی و استادی موجب شد میان قیصری و عبدالرزاق رشته محبت استوار شود و قیصری به استاد خود سخت ارادت ورزد. همچنین قیصری در رساله ای از خود در برابر نقدی که طاعنان در مقام رد بر ملا عبدالرزاق نوشته‌اند دفاع کرده‌است.قیصری در زمانی که در ایران اقامت داشت به واسطه پیر خود با امیر غیاث الدین محمد وزیر همدانی ارتباط یافت و نسخه مقدمه شرح فصوص خود را به وی تقدیم کرد. امیر غیاث الدین در رمضان ۷۲۶ق کشته شد. بدان جهت که درگذشت عبدالرزاق نیز در همین سال رخ داده احتمالاً قیصری در همین ایام رهسپار مصر شده و تا آخر عمر در آن دیار زیسته‌است.

## جایگاه علمی قیصری
شرف الدین داود قیصری از عارفان سنت دوم عرفانی است و در میان شارحان فصوص الحکم جایگاه مهمی دارد. با آن که سید حیدر آملی او را در زمره کسانی قرار داده که به سبب تعصب یا نداشتن فهم، لطایف اقوال و آراء محیی الدین را در نیافته‌اند، تألیفات قیصری در شرح آثار و آراء ابن عربی اهمیت زیادی دارد و مقدمه او بر فصوص الحکم ابن عربی به عنوان یکی از منابع و مآخذ اصیل، همواره مرجع طلاب و محققان این حوزه بوده‌است. دو اثر مهم قیصری در تبیین آرائ ابن عربی عبارت از شرح فصوص الحکم و مطلع خصوص الکلم فی معانی فصوص الحکم که به مقدمه شرح فصوص الحکم معروف است اما در اصل خود کتابی مستقل در تمهید مقدمات تصوف است.
شرح فصوص الحکم و مقدمه قیصری نه تنها در شرح و تبیین آراء ابن عربی نقشی تأثیرگذار دارند، بلکه به عنوان دو منبع مهم در عرفان اسلامی در کانون توجه اهل تحقیق قرار داشته‌اند. بدین جهت در بسیاری از محافل و مجالس علمی تدریس می‌شدند و عده ای از محققان در دوره‌های مختلف خاصه در دوران متاخر بر آن‌ها شرح و تعلیق نوشته‌اند. تعلیقات و حواشی آقا محمد رضا قمشه ای و یکی از شاگردان وی به نام شیخ غلامعلی شیرازی، تعلیقات و توضیحات میرزا ابوالحسن جلوه در شمار این شروح و تعلیقات قرار دارد.

## آثار
- رساله در تأویل بسم الله
- رساله توحید و نبوت و ولایت
- اساس الوحدانیة